# Hélène de Troie (film, 1956)
Pour les articles homonymes, voir Hélène de Troie.
Pour plus de détails, voir Fiche technique et Distribution.
Hélène de Troie (titre original anglais : Helen of Troy ; titre italien : Elena di Troia) est un film américano-italien réalisé par Robert Wise, sorti en 1956.

## Synopsis
Le prince troyen Pâris quitte son royaume pour porter un message de paix au roi Ménélas de Sparte. Mais, lors d'une tempête, le mât de son navire se brise et l'entraîne en tombant dans les flots. Pâris échoue sur une plage de la côte grecque où Hélène, la femme de Ménélas, le trouve à bout de force. Elle le soigne en secret et ils ne tardent pas à tomber amoureux. Avant de rencontrer Ménélas, Pâris doit se plier aux coutumes et affronter Ajax dans un combat singulier dont il sort brillamment vainqueur. Ménélas voit aussitôt en lui un dangereux adversaire doublé d'un grand rival et le fait emprisonner. Hélène, surprise alors qu'elle préparait l'évasion de son amant, s'enfuit avec lui à Troie. Sa trahison, outre qu'elle bafoue Ménélas, déclenche immédiatement un énorme mouvement offensif des Grecs qui s'embarquent pour aller attaquer Troie.

## Fiche technique
- Titre original : Helen of Troy
- Titre français : Hélène de Troie
- Titre italien : Elena di Troia
- Réalisation : Robert Wise et Raoul Walsh (seconde équipe)
- Assistants réalisation : Sergio Leone (avec Gus Agosti et Yakima Canutt)
- Scénario : John Twist, Hugh Gray, N. Richard Nash d’après L'Iliade d’Homère
- Direction artistique : Edward Carrere
- Décors : Elso Valentini
- Costumes : Roger K. Furse, Irene Sharaff
- Photographie : Harry Stradling Sr.
- Effets spéciaux : Louis Lichtenfield
- Son : Charles Lang, Paul Reuting, Ed Scheid, Finn Ulback
- Montage : Thomas Reilly
- Musique : Max Steiner
- Chorégraphie : Madi Obolensky
- Producteurs : Maurizio Lodi-Fe, Giuseppe De Blasio
- Sociétés de production : Warner Bros. Pictures (États-Unis), Lux Film (Italie)
- Sociétés de distribution : Warner Bros. Pictures, Warner Bros. Transatlantic (France)
- Pays d’origine :  États-Unis,  Italie
- Langue originale : anglais
- Format : 35 mm — couleur par Warnercolor — 2,35:1 CinemaScope — versions mono et stéréo 4 pistes (RCA Sound System)
- Genre : péplum, mythologie grecque
- Durée : 114 min
- Dates de sortie :
  - États-Unis : 26 janvier 1956
  - France : 1er février 1956
- (fr) Classifications CNC : tous publics, Art et Essai (visa d'exploitation no 15706 délivré le 12 janvier 1956)
- Affiche : Jean Mascii (France)

## Distribution
- Rossana Podesta (VF : Nelly Benedetti) : Hélène
- Jacques Sernas (VF : Rene Arrieu) : Pâris
- Sir Cedric Hardwicke (VF : Pierre Morin) : Priam
- Stanley Baker (VF : Yves Furet) : Achille
- Niall MacGinnis (VF : Jean Brochard) : Ménélas
- Nora Swinburne (VF : Lita Recio) : Hécube
- Robert Douglas (VF : Roger Til) : Agamemnon
- Torin Thatcher (VF : Claude Peran) : Ulysse
- Harry Andrews (VF : Roger Rudel) : Hector
- Janette Scott (VF : Sophie Leclair) : Cassandre
- Ronald Lewis (VF : Michel Gudin) : Énée
- Brigitte Bardot (VF : Janine Freson) : Andraste
- Eduardo Ciannelli (VF : Camille Guerini) : Andros
- Marc Lawrence (VF : Pierre Leproux) : Diomède
- Maxwell Reed (VF : Jacques Erwin) : Ajax
- Barbara Cavan (VF : Marie Francey) : Cora
- Terence Longdon (VF : Serge Lhorca) : Patrocle
- Patricia Marmont (VF : Denise Bosc) : Andromaque
- Guido Notari (VF : Albert Montigny) : Nestor
- Tonio Selwart (VF : Rene Blancard) : Adelphous
- Georges Zoritch : le danseur
- Esmond Knight (VF : Raymond Rognoni) : le grand prêtre
- Robert Brown (VF : Raymond Loyer) : Polydore
- Roland Ménard (VF voix off) : narrateur

## Production

### Casting
- Brigitte Bardot[1] : « Je finis par décrocher un rôle dans un film américain, Hélène de Troie, avec Rossana Podesta. Je devais jouer son esclave. Mon anglais était minable et mon trac formidable. Le jour des essais, il y avait 80 candidates. J’appris mon rôle sur le bout des doigts, je ne savais même pas ce que je disais, mais je le disais avec tant d’assurance que je fus choisie. Sans le savoir, j’avais mis mon petit doigt dans le grand engrenage des superproductions américaines. Là, on ne plaisante pas ! J’apprenais, avec beaucoup de mal, la discipline et l’anglais. Étant allergique aux deux, je considérais ce film comme une sorte de service militaire ! […] Les américains étaient charmants, mais pourquoi fallait-il se lever à 5 heures pour commencer à tourner à 9 ? Ma philosophie du travail les amusait, ils étaient ravis de la petite « French girl » et s’en furent le dire par-delà le grand océan. »

### Tournage
- Période de prises de vue : fin mars à fin août 1954[2].
- Intérieurs : studios Cinecittà (Italie).
- Extérieurs : Rome/Latium (Italie)[2].

## Accueil
Variety, écrit que « ce nouveau récit de la légende homérique, entièrement tourné en Italie, use du CinemaScope avec prodigalité. Warner Bros. et le réalisateur Robert Wise ont accumulé les dépenses en armée grecque et siège de Troie. […] Comme souvent dans les péplums, l’interprétation est parfois guindée. Warner réunit deux inconnus, Rossana Podesta, une exquise beauté italienne, et Jacques Sernas, un musculeux et beau Français. Ils correspondent visuellement tous les deux à leurs rôles », tandis que Bosley Crowther note dans The New York Times, « toutes les techniques de guerres antiques développées et affinées à Hollywood sont admirablement et bruyamment restituées grâce à des dépenses supplémentaires italiennes. […] Mais l’intrigue dramatique est complètement perdue ou totalement desservie par la banalité du scénario, la maladresse des dialogues anglais, et des clichés inexcusables. […] Dans le rôle d’Hélène, Rossana Podesta est assez éblouissante, c’est vrai, mais son émotivité et les expressions de son visage sont celles d’une figurante. De même, le jeune Jacques Sernas est un Pâris vif et beau, mais son expressivité est d’une nuance juste au-dessus de zéro. »